# Referéndum en Liechtenstein de 2020
Los referéndum de Liechtenstein de 2020 fueron unas consultas populares realizadas en dicho país el 30 de agosto de 2020.

## Trasfondo
La iniciativa popular HalbeHalbe (MitadMitad) proponía insertar el texto "Se promueve la representación equilibrada de mujeres y hombres en los cuerpos políticos" al artículo 31, párrafo 2 de la Constitución de Liechtenstein. La iniciativa fue aprobada por el Landtag en noviembre de 2019, dándose a los organizadores seis semanas para obtener las 1 500 firmas necesarias para que se debata en el Landtag. Se obtuvieron alrededor de 1.800 firmas, lo que dio lugar a un debate en el Landtag el 4 de marzo. La mayoría de los miembros rechazó la propuesta, por lo que se procedió a un referéndum.
La propuesta de doble ciudadanía fue presentada por el partido político Lista Libre en 2015, y el Landtag votó para exigir al gobierno que enmiende la legislación para permitir la doble ciudadanía a los ciudadanos naturalizados al abolir el requisito de que renuncien a su ciudadanía anterior. La legislación fue aprobada por el Landtag en marzo de 2020, y los miembros del parlamento también votaron para poner la decisión final a los votantes en un referéndum.
Era una propuesta para financiar el proyecto S-Bahn Liechtenstein: ampliación a doble vía de la vía férrea Tisis-Nendeln (que permitiría que el S-Bahn suizo St. Gallen y el S-Bahn austriaco Vorarlberg  se fusionaran en una red regional y aumentaran la frecuencia  de trenes a través de Liechtenstein) fue aprobado por el Landtag el 4 de junio de 2020, con 18 miembros que votaron a favor.  La mayoría de los miembros también votó para poner la decisión final a los votantes en un referéndum.

## Posicionamiento partidista
| Partido                    | HalbeHalbe | Ciudadanía dual | Expansión ferroviaria |
| -------------------------- | ---------- | --------------- | --------------------- |
| Partido Cívico Progresista | Neutral    | Sí              | Sí                    |
| Unión Patriótica           | No         | Sí              | Sí                    |
| Lista Libre                | Sí         | Sí              | Sí                    |
| Los Independientes         | No         | Desconocido     | No                    |

## Resultados
| HalbeHalbe                            | 3,540 | 21.2 | 13,121 | 78.8 | 86  | 16,657 | 20,366 | 83.5 | No |
| Ciudadanía dual                       | 6,419 | 38.5 | 10,262 | 61.5 | 89  | 16,676 | 20,366 | 83.5 | No |
| Expansión ferroviaria                 | 6,272 | 37.7 | 10,383 | 62.3 | 128 | 16,651 | 20,366 | 83.5 | No |
| Fuente: Principality of Liechtenstein |       |      |        |      |     |        |        |      |    |